# تجارت خشت و ملات

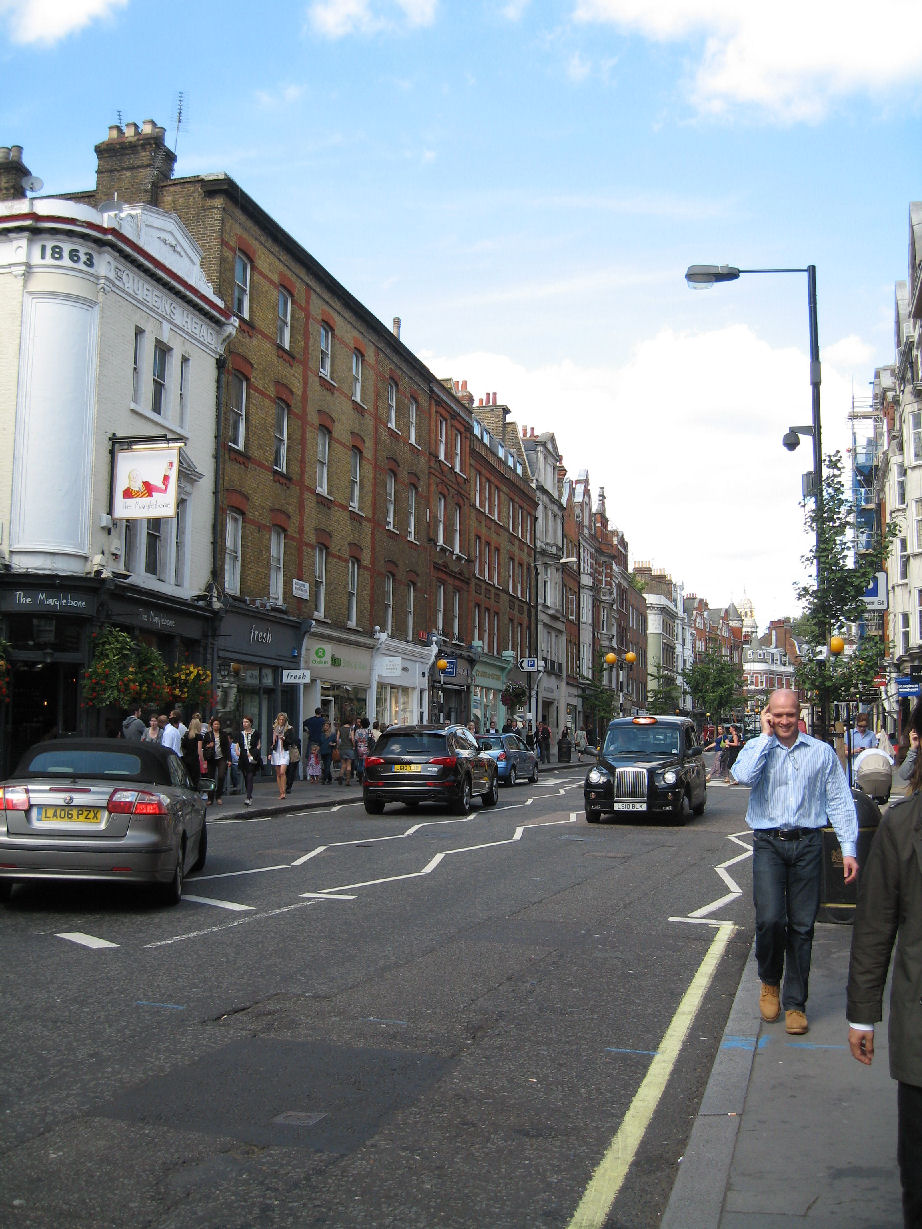
فروشگاه‌های خرده‌فروشی خشت و ملات در خیابان مریلبون‌های، لندن

کسب و کارهای خشت و گلی (به انگلیسی: Brick-and-Mortar) به شرکتهایی اطلاق می‌گردد که در اصطلاح از خشت و گل تشکیل شده‌اند یعنی وجود خارجی دارند و در حالت فیزیکی هستند. این تعریف در مقابل کسب وکارهای مجازی یا Bricks and clicks بیان می‌گردد.  اگرچه تاریخچه دقیقی از اولین نوع این مشاغل وجود ندارد ولی میتوان سابقه آنرا به غرفه های روستایی برگرداند که در آن محصولات کشاورزی؛ گلدانهای سفالی و لباسهای دستباف در بازارچه روستایی عرضه  می گردید. همه خرده فروشان بزرگ در قرن نوزدهم و اوایل تا اواسط قرن بیستم با حضور  در این تجارت شروع به کار کردند و با رشد مشاغل این نوع تجارت نیز افزایش یافت. نمونه بارز این امر شرکت مک دونالد است ، شرکتی که با یک رستوران کوچک شروع به کار کرد و اکنون نزدیک به 36000 رستوران در بیش از 120 کشور جهان دارد و قصد دارد بیشتر رشد کند. این اهمیت حضور فیزیکی یک شرکت را نشان می دهد
اگرچه این مدل کسب و کار دارای ایراداتی نظیر هزینه های ثابت؛ وجود صف و بعضا صرف وقت همراه می باشد لیکن از انجا که بیشتر مشتریان تمایل به تعامل در محیط خرید دارند همچنان بعنوان یک کسب و کار مورد توجه می باشد.